# Монтезоро (Вибо Валенција)
Монтезоро је насеље у Италији у округу Вибо Валенција, региону Калабрија.
Према процени из 2011. у насељу је живело 282 становника. Насеље се налази на надморској висини од 334 м.